# Ми смо размештене
Ми смо размештене: Моје путовање и приче девојака избеглица широм света је књига Малале Јусуфзаи из 2019. године. Књигу су објавили Little, Brown and Company у САД и Weidenfeld & Nicolson у Великој Британији. Књига прати Јусуфзаино лично искуство расељења у Пакистану и касније принудног пресељења у Енглеску, и прича приче о девет других расељених људи широм света. Књига је наишла на позитивне критике и доспела је до првих 10 на листи бестселера The New York Times--а у одељку „Тврди повез за младе”.

## Позадина
Малала Јусуфзаи је пакистанска активисткиња за образовање. Рођена је у долини Сват у Пакистану 12. јула 1997, одгајали су је родитељи Зиаудин Јусуфзаи и Тор Пекаи Јусуфзаи заједно са два млађа брата, Кушала и Атала. Са 11 година, Малала Јусуфзаи је почела да пише анонимни блог за ВВС Урду, описујући свој живот у Пакистану под растућим утицајем талибана. Након блога, била је тема документарног филма The New York Times-а Class Dismissed, и говорила је о образовању жена у локалним медијима. Јусуфзаи је откривена као аутор блога у децембру 2009. и како је њен јавни профил растао, почела је да добија претње смрћу. Припадник талибана је 9. октобра 2012. упуцао Јусуфзаи док је ишла аутобусом од школе до своје куће. Прво је послата у болницу у Пешавару, а касније у болницу у Бирмингему. Постала је славна и наставила да се залаже за права девојака; са 17 година, постала је најмлађа добитница Нобелове награде освојивши Нобелову награду за мир 2014.
Јусуфзаи је имала два раније објављена дела: Ја сам Малала, мемоаре из 2013. написане у сарадњи са Кристином Лемб - издање за младе објављено је 2014. године; и Малалина магична оловка, дечија сликовница из 2017. У марту 2018. објављено је да ће следећа Јусуфзаина књига Ми смо размештене: Искрена прича живота избеглица бити објављена 4. септембра 2018. Издавање је касније одложено и књига је објављена 8. јануара 2019. од стране Little, Brown and Company  у САД и Weidenfeld &amp; Nicolson у УК. Књига је такође објављена у Аустралији и Новом Зеланду. Добит од књиге ићи ће у Јусуфзаин добротворни фонд Малала.
Подаци Уједињених нација из 2017. показују да је 68,5 милиона људи широм света расељено, од којих су 24 милиона избеглице. Јусуфзаи је у наслову књиге свесно изабрала „размештени“ уместо „избеглица“ да би нагласила да је „већина људи интерно расељена, а нису избеглице“. Јусуфзаи спроводи међународни активизам и посећује избегличке кампове од око 2013. године, прво сиријски избеглички камп у Јордану. Јусуфзаи је упознала неколико девојака у овим избегличким камповима чије су приче укључене у Ми смо размештене. Говорећи о књизи, Јусуфзаи је рекла да "оно што се губи у тренутној избегличкој кризи јесте хуманост која стоји иза статистике". Она је даље прокоментарисала да „људи постају избеглице када немају другу опцију. Ово никада није ваш први избор.“ Појављујући се на CBS This Morning-у да промовише књигу, Јусуфзаи је за избеглице изјавила: „Никад не чујемо шта желе да кажу, шта су њихови снови, њихове аспирације“. Поред криза изазваних ратом и тероризмом, Јусуфзаи је желела и да истакне приче о избеглицама који су погођени бандама, попут оних у Латинској Америци.

## Синопсис
Први део књиге, „Ја сам размештена“, описује Јусуфзаино искуство расељења. Она детаљно описује успон талибана у Мингаори у Пакистану који је довео до присилног расељавања, а њена породица се преселила између рођака у округу Шангла и Пешавара. Три месеца касније, вратили су се у Мингаору и затекли град порушен. Јусуфзаи је наставила локални активизам који је кулминирао тиме што ју је један талибан упуцао у главу. Одведена је у Бирмингем, у Енглеској, на лечење и приморана је да тамо остане и започне нови живот.
Други део књиге „Ми смо размештене“ описује искуства деветорице расељених. Свакој причи даје кратак увод Јусуфзаи, а затим приповеда субјект. Брат и сестра, Заинаб и Сабрен, рођени су у Јемену. Отац им је отишао, а мајка је добила путну визу у Сједињене Државе, тако да их је бака одгајала до своје смрти. Јеменска криза довела је до тога да деца побегну у Египат 2012. године, а Заинаб је избачен из ујакове куће након што му је дијагностификована туберкулоза. Након опоравка у Каиру, Заинабина виза је одобрена. Сабрен је побегла у Италију чамцем са рођаком и двојицом пријатеља. Држана у нехуманим условима на дугим вожњама аутобусом од Каира до Александрије, група је пребачена преко Средоземног мора. После недељу дана њихов чамац је остао без горива и спасила их је италијанска обалска стража. Сабрен је у избегличком кампу у Холандији упознала човека за кога се удала и преселила се са њим у Белгију. У међувремену, Заинаб се прилагодио америчком животу.
Сиријска девојка Музун Алмелехан је расељена у Јордан након грађанског рата; у избегличком кампу Затари, охрабривала је девојчице да похађају школу, због чега је добила надимак „Малала из Сирије“. Језидска девојка Најла је расељена унутар Ирака из Синџара у Дохук, ирачки Курдистан од стране ИСИС-а. Најла је једном отишла од куће на пет дана у успешном покушају да убеди родитеље да је пусте у школу; у Дохуку је учила децу писмености. Марија је расељена у Колумбији. Њен отац је погинуо у колумбијском сукобу, иако је то било скривено од Марије дуги низ година; побегла је са мајком и сестром из Искуандеа у Кали. Аналиса је побегла из Гватемале након што јој је отац умро. Уплашена од свог полубрата Оскара, Аналиса се укрцала на пут за Мексико, а затим у САД да би остала код другог полубрата, Ернеста. После мучног путовања, Аналиса је стигла у Тексас, где је пребачена између места са надимком hielara („кутија за лед“) и perrera („псећа кућа“). Доспела је до склоништа Канцеларије за пресељење избеглица и стигла до свог полубрата Ернеста.
Породица Мари Клер побегла је из Демократске Републике Конго у Замбију и поднела захтев за статус избеглице. Када је имала 12 година, мајка јој је умрла пред њом док су њени родитељи брутално нападнути. Годинама касније, одобрен им је статус избеглице и послани су у Ланкастер, у Пенсилванији, у САД. Иако се борила са образовним системима у Замбији и САД, Мари Клер је завршила средњу школу са 19 година. Џенифер је, радећи са Црквеном светском службом, помогла породици да се прилагоди Америци, и глумила је „америчку маму“ Мари Клер. Ајида је са супругом и децом побегла од геноцида над Рохињама у Мјанмару у Бангладеш, где су приморани да остану у логорима. Ајида је у логору правила пећи од глине. Фарах је рођена у Уганди. Одрасла је у Канади након што је Иди Амин одузео држављанство азијским Уганданцима. Фарах је постала извршни директор Малала фонда.
Епилог говори о Јусуфзаиној посети Пакистану 2018, док поглавље „О сарадницима“ описује тренутни статус сваке особе.

## Пријем
У The Irish News, Лук Рикс-Стандинг је књизи дао оцену девет од десет, хвалећи њену „запањујуће искрену рањивост“. Рикс-Стендинг је посебно похвалио Малалину причу и њен стил писања, коментаришући да њен „једноставан, емотиван језик“ и „кратке, оштре реченице“ омогућавају да нарација „говори сама за себе“. Фернанда Сантос из Њујорк тајмса дала је позитивну рецензију књизи, назвавши је "узбудљивом и благовременом". Сантос је похвалила "дубоко личне приче" и сложила се да Јусуфзаин увод у причу сваке избеглице читаоцу пружа "лако сварљиве лекције о светским пословима".
Најаре Али из Deccan Chronicle похвалио је књигу као „отварање очију за избегличку кризу у постмодерном свету“. Али је навео да садржи "неколико тужних, срцепарајућих прича које вас чине дубоко захвалним за сваки благослов у животу". У позитивној рецензији у The Week-у, Мандира Наиар је изјавила да је „ово прича коју морамо да чујемо. Поново. И опет." Наиар је похвалила „снажну слику егзила и наде“ у књизи. Рецензија Publishers Weekly похвалила је пишчеву „снагу, отпорност и наду у суочавању са траумом“ и похвалила „дубоко дирљиву“ поруку књиге.
У одељку „Тврди повез за младе” на листи бестселера The New York Times-а Ми смо расељене је 27. јануара 2019. достигла позицију #5 и остала на листи на позицији #7 следеће недеље. На Твитеру, пословни магнат Бил Гејтс написао је о књизи: „Не могу да замислим бољу особу која би ове приче изнела на видело. Честитам, Малала.“ Боливудска глумица Катрина Кеф похвалила је приче из књиге као "дирљиве и инспиративне у једнакој мери".